# 1968 au Québec
Cet article traite des événements survenus en 1968 au Québec. 

## Événements

### Janvier
- 17 janvier : lancement du livre Option Québec par René Lévesque[1].

### Février
- 5 et 6 février : conférence fédérale-provinciale à Ottawa. Pierre Trudeau gagne son débat contre Daniel Johnson. Le Québec, dit-il, n'a pas besoin de nouveaux pouvoirs et il nie au premier ministre du Québec la prétention d'être le seul porte-parole des francophones. Ceux-ci doivent obtenir l'égalité linguistique et non un statut particulier qui, selon lui, mènerait droit à la séparation[2].
- 15 février : début d'une crise interne au RIN: Pierre Bourgault voudrait voir fusionner son parti avec le MSA mais des extrémistes comme Andrée Ferretti s'y opposent[3].
- 16 février : Pierre Trudeau est candidat à la direction du PLC[4].
- 20 février : ouverture de la troisième session de la 28e législature. Le discours du Trône annonce la prochaine création d'un ministère de l'Immigration[5].
- 22 février : La loi créant Radio-Québec (devenue Télé-Québec en 1996) est mise en vigueur par l'attribution d'un budget de 5 millions de dollars et la nomination d'un conseil d'administration[6].
- 26 février : début des procès de Pierre Vallières et de Charles Gagnon[7].

### Mars
- 4 mars : le Canada rompt ses relations diplomatiques avec le Gabon, l'accusant d'avoir agi contre le droit international en invitant le Québec à une conférence sur l'éducation sans être passé par Ottawa[8].
- 15 mars : Pierre Vallières lance son livre Nègres blancs d'Amérique[9].
- 20 mars : dépôt de la loi créant un Protecteur du citoyen[10].
- 31 mars : lors d'un congrès spécial, le RIN décide d'entamer des négociations avec le MSA dans le but d'en venir à une éventuelle fusion[11].

### Avril
- 5 avril : Pierre Vallières est reconnu coupable d'homicide involontaire[12].
- 7 avril : Pierre Trudeau élu chef du PLC après 4 tours de scrutin[13].
- 20 avril : Trudeau devient officiellement premier ministre du Canada[14].
- 21 avril : lors de son congrès d'orientation, le MSA adopte trois grandes résolutions: il deviendra un parti à l'automne, entamera des négociations avec le RIN et le RN pour une fusion et, s'il prend un jour le pouvoir, s'engage à faire conserver ses droits acquis à la minorité anglophone. René Lévesque a dû mettre sa tête en jeu pour faire adopter cette dernière résolution qui l'a été par 481 voix contre 243 et 53 abstentions[15].
- 22 avril : Mgr Paul Grégoire devient archevêque de Montréal[16].

### Mai
- 2 mai : première du film Valérie, réalisé par Denis Héroux et mettant en vedette Danielle Ouimet[17].
- 11 mai - Les Canadiens de Montréal remportent la Coupe Stanley en battant les Blues de Saint-Louis en 4 matchs lors des séries éliminatoires[18].
- 27 mai : 
  - le comité Vallières-Gagnon organise un concert-bénéfice pour venir en aide financièrement aux détenus felquistes. Parmi les artistes, il y a Robert Charlebois, Louise Forestier, Pauline Julien, Clémence DesRochers, Raymond Lévesque et Georges Dor[19].
  - Montréal obtient une franchise dans la Ligue nationale de baseball[20].
- 28 mai : première de L'Osstidcho au Théâtre de Quat'Sous, mettant en vedette Robert Charlebois, Louise Forestier, Yvon Deschamps et Mouffe[21].
- 31 mai : première transplantation cardiaque  au Canada par le docteur Pierre Grondin à l'Institut de Cardiologie de Montréal[22].

### Juin
- 21 juin : à la suite de la Loi sur la police, adoptée par l'Assemblée législative, la Sûreté provinciale du Québec prend le nom de Sûreté du Québec[23].
- 24 juin : Pierre Trudeau, Daniel Johnson et Jean Drapeau sont présents sur l'estrade d'honneur lors du défilé de la Saint-Jean sur la rue Sherbrooke à Montréal. Devant eux, la police charge à cheval des militants indépendantistes qui manifestaient très bruyamment. Parmi eux, Pierre Bourgault est arrêté. L'agitation s'accentue, des projectiles s'abattent sur les invités d'honneur qui doivent évacuer l'estrade. Entouré de ses gardes du corps, Trudeau est le seul à y demeurer. Le bilan de l'émeute est de 290 arrestations et 83 blessés. C'est le Lundi de la matraque[24].
- 25 juin : les libéraux remportent majoritairement l'élection générale fédérale. Au Québec, les résultats sont de 56 libéraux, 4 conservateurs et 14 créditistes[25].
- 26 juin : Daniel Johnson envoie un télégramme de félicitations au nouveau premier ministre canadien : « Je vous offre la collaboration du Québec pour assurer le mieux-être des citoyens, la prospérité de notre pays et l'épanouissement des « deux nations » qui le composent »[26].
- 27 juin : René Lévesque rompt les négociations avec le RIN à la suite du Lundi de la matraque[27].
- 28 juin : le premier Festival d'été de Québec est inauguré. Mené à terme par un petit groupe dirigé par Louis Ricard, son budget s'élève à environ à 15 000 $[28].
- 30 juin : fermeture de l'Orphelinat de l'Immaculée-Conception à Chicoutimi[29].

### Juillet
- 10 juillet : annonce que le salaire minimum au Québec sera porté à 1,25 $ à partir du 1er novembre, une augmentation de 20 cents[30].
- 29 juillet : en désaccord avec la thèse des droits acquis des anglophones, François Aquin quitte le MSA[31].

### Août
- 2 août : Ottawa annonce qu'un deuxième aéroport sera construit pour desservir Montréal. Son emplacement n'est pas encore choisi[32].
- 4 août : le MSA et le RN en viennent à une entente de fusion[33].
- 14 août : Montréal annonce officiellement qu'elle possède désormais une franchise dans la Ligue nationale de baseball. Le 5 septembre, on rend public le nom de la future équipe, les Expos de Montréal[34].
- 28 août : première de la pièce Les Belles-Sœurs de Michel Tremblay au Théâtre du Rideau Vert à Montréal[35].

### Septembre
- 22 septembre : le premier Grand Prix de Formule un du Canada se déroule à Saint-Jovite dans les Laurentides. Il est remporté par le Néo-Zélandais Dennis Hulme[36].
- 26 septembre : Daniel Johnson meurt d'une crise cardiaque le jour de l'inauguration du barrage Manic-5. Il était âgé de 53 ans[37].

### Octobre
- 2 octobre : Jean-Jacques Bertrand est choisi pour remplacer Daniel Johnson comme premier ministre du Québec[38].
- 12 octobre : des cégeps et des universités entrent en grève pour réclamer une autre université francophone à Montréal, une réforme des prêts et bourses et l'abolition de la prise de présences au cégep[39].
- 12 au 14 octobre : 957 délégués se réunissent pour former le Parti québécois, né de la fusion du MSA et du RN. René Lévesque en devient le président et Gilles Grégoire le vice-président. Son programme est celui adopté lors du congrès du MSA d'avril dernier. Ses effectifs sont évalués à 20,000 membres[40].
- 17 octobre : à Ottawa, dépôt de la loi visant à donner un statut juridique aux deux langues officielles[41].
- 26 octobre : lors d'un nouveau congrès du RIN, les délégués se prononcent en faveur de la dissolution du parti et de l'adhésion de ses membres au PQ[42].
- 30 octobre : les chauffeurs de taxi bloquent l'aéroport de Dorval protestant contre le monopole de la compagnie d'autobus Murray Hill, qui détient l'exclusivité du transport de passagers vers l'aéroport[43].

### Novembre
- 4 novembre : une charge de dynamite détruit un garage de la Murray Hill[44].
- 8 novembre : l'Assemblée législative adopte le projet de loi 77 instituant le mariage civil au Québec[45].
- 20 novembre : dépôt de la loi abolissant le Conseil législatif. L'Assemblée législative portera désormais le nom d'Assemblée nationale du Québec[46].
- 22 novembre : une bombe felquiste cause pour 25,000 $ de dommages au magasin Eaton du centre-ville de Montréal[47].

### Décembre
- 5 décembre : dépôt de la loi 85 garantissant aux allophones le droit d'inscrire leurs enfants dans une école anglophone s'ils le désirent. 3000 manifestants à Québec protestent contre ce principe et font voler en éclats quelques fenêtres du Parlement[48].
- 10 décembre : adoption de la loi créant l'UQAM[49].
- 17 décembre : la session est prorogée[50].
- 25 décembre : première du film Le Viol d'une jeune fille douce réalisé par Gilles Carle et mettant en vedette Katerine Mousseau[51].
- 31 décembre : abolition du Conseil législatif, chambre haute du Parlement du Québec[50].

## Naissances
- Luc Gagnon (journaliste)
- Nancy Guillemette (femme politique)
- Valérie Blais (actrice)
- 5 janvier - Joé Juneau (ancien joueur de hockey)
- 10 janvier - Stéphane Beauregard (joueur de hockey)
- 23 janvier - Mario Saint-Amand (acteur)
- 31 janvier - Rosie Yale (actrice)
- 12 février - 
  - Frédéric Chabot (joueur et entraineur de hockey)
  - Grégory Charles (chanteur)
- 28 février - Stéphan Lebeau (joueur et entraineur de hockey)
- 5 mars - Maxime Pedneaud-Jobin (maire de Gatineau)
- 7 mars - Denis Boucher (joueur de baseball)
- 11 mars - Stéphane Bédard (homme politique)
- 30 mars - Céline Dion (chanteuse)
- 5 avril - Patrice Godin (acteur)
- 27 avril - Lynda Johnson (actrice)
- 8 mai - Nathalie Normandeau (femme politique)
- 9 mai - Guy Leclair (homme politique)
- 31 mai - Stéphane E. Roy (acteur, auteur et metteur en scène)
- 6 juin - François Avard (auteur et scénariste)
- 7 juin - Macha Grenon (actrice)
- 8 juin - François Guay (joueur de hockey)
- juin - Sonia LeBel (avocate et femme politique)
- 13 juin - Anne Casabonne (actrice)
- 14 juin - Simon Roy (écrivain et professeur) († 15 octobre 2022)
- 26 juin - Élyse Marquis (actrice)
- 27 juin - Pascale Bussières (actrice)
- 24 août - Benoît Brunet (joueur de hockey)
- 27 août - Mario Doyon (joueur de hockey)
- 19 septembre - Kim Thúy (écrivaine)
- 20 septembre - Guy Nantel (humoriste)
- 24 septembre - Martin Petit (humoriste)
- 3 octobre - Daniel Marois (joueur de hockey)
- 11 octobre - Claude Lapointe (en) (joueur de hockey)
- 14 octobre - Jean-Claude Bergeron (joueur de hockey)
- 22 octobre - Stéphane Quintal (joueur de hockey)
- 25 octobre - Patricia Paquin (actrice)
- 14 novembre - Serge Postigo (acteur)

## Décès
- 30 mai - Charles Gavan Power (homme politique) (º 18 janvier 1888)
- 1er juin - André Laurendeau (journaliste) (º 21 mars 1912)
- 2 juin - André Mathieu (musicien) (º 18 février 1929)
- 16 juillet - Aldéric-Joseph Benoit (homme politique) (º 26 décembre 1877)
- 21 août - Germaine Guèvremont (romancière) (º 16 avril 1893)
- 1er septembre - Gontran Saintonge (avocat et homme politique)  (º 2 mai 1898)
- 3 septembre - Joseph-Alexandre De Sève (producteur de cinéma) (º 14 septembre 1896)
- 26 septembre - Daniel Johnson (premier ministre du Québec alors qu'il était en fonction) (º 9 avril 1915)
- 15 décembre - Antonio Barrette (ancien premier ministre du Québec) (º 26 mai 1899)
- 31 décembre - Wilfrid Hamel (ancien maire de Québec) (º 16 juillet 1895)

## Sources et références
1. ↑  Pierre Godin. René Lévesque, tome 2. Boréal. 1997. p. 361
2. ↑  Pierre Godin. Daniel Johnson tome 2. Éditions de l'Homme. 1980. p. 319
3. ↑  René Lévesque tome 2, p. 344
4. ↑  Pierre-C. O'Neill. Trudeau se présente comme antinationaliste et homme de gauche. Le Devoir. 17 février 1968. p. 1, 6
5. ↑  Bilan du Siècle
6. ↑  « Historique | Télé-Québec », sur www.telequebec.tv (consulté le 10 mars 2018)
7. ↑  Louis Fournier. FLQ. Québec-Amérique. 1982. p. 162
8. ↑  Daniel Johnson tome 2, p. 314
9. ↑  Louis Fournier. FLQ. Québec Amérique. Montréal. 1982. p. 162
10. ↑  Gilles Lesage. Après l'Alberta et le Nouveau-Brunswick, Québec aura son ombudsman. Le Devoir. 21 mars 1968. p. 1, 6
11. ↑  Louis La Rochelle. En flagrant délit de pouvoir. Boréal. 1982. p. 114
12. ↑  Louis Fournier. FLQ. Québec Amérique. Montréal. 1982. p. 164
13. ↑  Pierre-C. O'Neill et Michel Roy. Le parti libéral s'est donné un chef... Pierre E. Trudeau au quatrième tour. Le Devoir. 8 avril 1968. p. 1, 6
14. ↑  Pierre-C O'Neill. Formé à la hâte, le cabinet parait fort provisoire. Le Devoir. 22 avril 1968. p. 1, 6
15. ↑  René Lévesque tome 2, p. 362
16. ↑  Mgr Grégoire nommé archevêque de Montréal. Le Devoir. 23 avril 1968. p. 1, 8
17. ↑  Bilan du Siècle
18. ↑  Conquête de la Coupe Stanley par le Canadien de Montréal
19. ↑  FLQ, p. 173
20. ↑  Bilan du Siècle
21. ↑  Bilan du Siècle
22. ↑  Bilan du Siècle
23. ↑  Pierre de Champlain. Histoire du crime organisé à Montréal. Éditions de l'Homme. p. 216
24. ↑  FLQ, p. 174
25. ↑  Voir l'article Élection fédérale canadienne de 1968
26. ↑  Pierre Godin. Daniel Johnson tome 2. Les Éditions de l'Homme. Montréal. 1980. p. 347
27. ↑  Gilles Lesage. Lévesque condamne l'usage de toute violence... Rupture des négociations avec le RIN?. Le Devoir. 28 juin 1968. p. 1, 6
28. ↑  Bilan du Siècle
29. ↑  Patrimoine immatériel religieux du Québec (IPIR), « L'orphelinat de l'Immaculée à Chicoutimi » , sur Université Laval, 23 février 2010 (consulté le 8 août 2025)
30. ↑  Pour 100,000 travailleurs du Québec. Hausse du salaire minimum en novembre; 2 semaines de vacances payées en janvier. Le Devoir. 11 juillet 1968. p. 1, 6
31. ↑  Mort de François Aquin, premier député indépendantiste au Québec
32. ↑  Un deuxième aéroport à Montréal. Construit au coût de plus de $ 200 millions sur un emplacement non encore choisi. Le Devoir. 3 août 1968. p. 1, 5
33. ↑  Claude Lemelin. MSA et RN fusionnent leurs effectifs en vue de créer en octobre un nouveau parti. Le Devoir. 5 août 1968. p. 3, 6
34. ↑  Baseball: Montréal entre dans la Ligue nationale!. Le Devoir. 15 août 1968. p. 1
35. ↑  Bilan du Siècle
36. ↑  Bilan du Siècle
37. ↑  En flagrant délit de pouvoir', p. 118
38. ↑  Louis La Rochelle. En flagrant délit de pouvoir. Boréal Express. Montréal. 1982. p. 119
39. ↑  archives de la SRC
40. ↑  René Lévesque', tome 2, p. 389
41. ↑  Pierre-C. O'Neill. Ottawa dévoile le projet de loi sur les langues officielles. Le Devoir. 18 octobre 1968. p. 1, 6
42. ↑  Jean-François Nadeau. Bourgault. Lux. 2007. Montréal. p.306
43. ↑  Les chauffeurs de taxi en colère. Limousines en feu; le service de Murray Hill suspendu. Le Devoir. 31 octobre 1968. p. 1, 6
44. ↑  Louis Fournier. FLQ. Québec Amérique. Montréal. 1982. p. 159
45. ↑  Bilan du Siècle
46. ↑  En flagrant délit de pouvoir, p. 121
47. ↑  Louis Fournier. FLQ. Québec Amérique. Montréal. 1982. p. 160
48. ↑  Louis La Rochelle. En flagrant délit de pouvoir. Boréal Express. Montréal. 1982. , p. 122
49. ↑  Gérin-Lajoie donne son accord. L'Assemblée adopte le projet de loi créant l'Université du Québec. Le Devoir. 11 décembre 1968. p.3
50. 1 2  Louis La Rochelle. En flagrant délit de pouvoir. Boréal Express. Montréal. 1982. p. 122
51. ↑  Bilan du Siècle

### Articles généraux
- Chronologie de l'histoire du Québec (1960 à 1981)
- L'année 1968 dans le monde
- 1968 au Canada

### Articles sur l'année 1968 au Québec
- Lundi de la matraque
- Élection fédérale canadienne de 1968
- Gouvernement Jean-Jacques Bertrand